# Strephonota adela
Strephonota adela is een vlinder uit de familie van de Lycaenidae. De wetenschappelijke naam van de soort is voor het eerst geldig gepubliceerd in 1888 door Otto Staudinger. De soort is bekend uit de Guyana's, Peru en het noorden van Brazilië.